# Marius Peraldi
Pour les articles homonymes, voir Peraldi.
Marius Peraldi (1752-1799) est un homme politique français.

## Biographie
Né en 1752 à Ajaccio, propriétaire, Marius Peraldi est député de la Corse de 1791 à 1792. Il rédige notamment « une motion en faveur des magistrats corses », et prend la parole pour se réjouir de la journée du 10 août 1792. Devenu aussi conseiller général de la Corse, il meurt le 5 septembre 1799 à Palerme.